# Robertina
Robertina es un género de foraminífero bentónico de la subfamilia Robertininae, de la familia Robertinidae, de la superfamilia Robertinoidea, del suborden Robertinina y del orden Robertinida. Su especie tipo es Robertina arctica. Su rango cronoestratigráfico abarca desde el Paleoceno hasta la Actualidad.

## Clasificación
Robertina incluye a las siguientes especies:
- Robertina arctica
- Robertina australis
- Robertina californica
- Robertina conatoi
- Robertina germanica
- Robertina howei
- Robertina lornensis
- Robertina maculata
  - Robertina maculata elongata
- Robertina meguirti
- Robertina moodyensis
- Robertina murotoensis
- Robertina plummerae
- Robertina pukeuriensis
- Robertina subcylindrica
- Robertina tasmanica
- Robertina translucens
- Robertina washingtonensis

Otras especies consideradas en Robertina son:
- Robertina bradyi, aceptado como Robertinoides bradyi
- Robertina charlottensis, aceptado como Robertinoides charlottensis
- Robertina normani, aceptado como Robertinoides normani
- Robertina oceanica, aceptado como Robertinoides oceanicus
  - Robertina oceanica elongata